# Lettországi Orosz Unió
A Lettországi Orosz Unió (lettül Latvijas krievu savienība, oroszul Pyсский coюз Лaтвии) egy politikai párt Lettországban, amely az országban élő, a lakosság körülbelül 30 százalékát kitevő orosz kisebbség egyik politikai pártja. A párt 2010 óta nem rendelkezik parlamenti mandátummal, miután a Harmónia elnevezésű párt kiszorította az oroszok unióját a parlamentből.
Az Európai Szabad Szövetség tagja.

## Választási eredmények
| Választás éve | Szavazatok száma | Szavazatok aránya | Mandátumok száma | Parlamenti státusz |
| ------------- | ---------------- | ----------------- | ---------------- | ------------------ |
| 1998          | 135 700          | 14,20%            | 16               | ellenzék           |
| 2002          | 189 088          | 19,09%            | 25               | ellenzék           |
| 2006          | 54 684           | 6,06%             | 6                | ellenzék           |
| 2010          | 13 845           | 1,47%             | 0                | nem jutott be      |
| 2011          | 7109             | 0,78%             | 0                | nem jutott be      |
| 2014          | 14 390           | 1,59%             | 0                | nem jutott be      |
| 2018          | 27 014           | 3,22%             | 0                | nem jutott be      |
| 2022          | 32 688           | 3,67%             | 0                | nem jutott be      |

| Választás éve | Szavazatok száma | Szavazatok aránya | Mandátumok száma |
| ------------- | ---------------- | ----------------- | ---------------- |
| 2004          | 61 401           | 10,75%            | 1                |
| 2009          | 76 436           | 9,84%             | 1                |
| 2014          | 28 303           | 6,43%             | 1                |
| 2019          | 29 546           | 6,28%             | 1                |